# Elis Ligtlee
Elis Ligtlee (Deventer, 28 de junio de 1994) es una deportista neerlandesa que compite en ciclismo en la modalidad de pista, especialista en las pruebas de velocidad, keirin y contrarreloj. Su hermano Sam también compite en ciclismo de pista.
Participó en los Juegos Olímpicos de Río de Janeiro 2016, obteniendo la medalla de oro en la prueba de keirin, el cuarto lugar en velocidad individual y el quinto en velocidad por equipos.
Ganó tres medallas en el Campeonato Mundial de Ciclismo en Pista, entre los años 2015 y 2018, y ocho medallas en el Campeonato Europeo de Ciclismo en Pista entre los años 2013 y 2015.

## Medallero internacional
| Juegos Olímpicos   | Juegos Olímpicos          | Juegos Olímpicos  | Juegos Olímpicos      |
| Año                | Lugar                     | Medalla           | Competición           |
| ------------------ | ------------------------- | ----------------- | --------------------- |
| 2016               | Río de Janeiro ( Brasil)  | Medalla de oro    | Keirin                |
| Campeonato Mundial |                           |                   |                       |
| Año                | Lugar                     | Medalla           | Competición           |
| 2015               | Saint-Quentin ( Francia)  | Medalla de plata  | Velocidad individual  |
| 2016               | Londres ( Reino Unido)    | Medalla de bronce | 500 m contrarreloj    |
| 2018               | Apeldoorn ( Países Bajos) | Medalla de bronce | 500 m contrarreloj    |
| Campeonato Europeo |                           |                   |                       |
| Año                | Lugar                     | Medalla           | Competición           |
| 2013               | Apeldoorn ( Países Bajos) | Medalla de oro    | Keirin                |
| 2013               | Apeldoorn ( Países Bajos) | Medalla de plata  | Velocidad individual  |
| 2014               | Baie-Mahault ( Francia)   | Medalla de plata  | 500 m contrarreloj    |
| 2014               | Baie-Mahault ( Francia)   | Medalla de bronce | Velocidad por equipos |
| 2015               | Grenchen ( Suiza)         | Medalla de oro    | Velocidad individual  |
| 2015               | Grenchen ( Suiza)         | Medalla de oro    | Keirin                |
| 2015               | Grenchen ( Suiza)         | Medalla de plata  | 500 m contrarreloj    |
| 2015               | Grenchen ( Suiza)         | Medalla de bronce | Velocidad por equipos |